# Denise Aznam
Denise Aznam (Rhede, 24 mei 1986)  is een Nederlandse actrice.

## Levensloop
Aznam groeide op in Arnhem en is van Indonesische afkomst. Ze is afgestudeerd aan de acteursopleiding van de Hogeschool voor de Kunsten Utrecht. Ze speelde op televisie in de dramaserie Celblok H (2014-2017) en vanaf het vierde seizoen in Dertigers (2023). Op het witte doek was ze te zien in De Oost (2020). Ze was ook een van de Nederlandse stemmen in de films Everest de jonge Yeti (2019), Turning Red (2022) en The Bad Guys (2022).
In 2022 werd Aznam genomineerd voor een Colombina voor meest indrukwekkende vrouwelijke bijdragende rol, voor haar rol in Lichter dan Ik en won in 2017 een Zilveren Krekel in de categorie ‘meest indrukwekkende jeugdproductie’ met de theatervoorstelling Sell me your Secret.